# Jean-Marc Bosman
Jean-Marc Bosman (Liegi, 3 ottobre 1964) è un ex calciatore belga, di ruolo centrocampista.
Il suo nome è legato all'omonima sentenza, che nel 1995 rivoluzionò le leggi sul trasferimento dei calciatori in Europa.

## Carriera

### Giocatore

#### Club
Cresciuto nelle giovanili dello Standard Liegi, Bosman firma il suo primo contratto con la squadra a 17 anni. Venne aggregato in prima squadra nel 1983, anno in cui la squadra vinse la Supercoppa del Belgio contro il Beveren. Continuò la sua carriera giocando prevalentemente nella Jupiler League (Prima divisione del campionato belga) con lo Standard Liegi e con il RFC Liegi dove vince la Coppa del Belgio nel 1990; disputa anche la Coppa UEFA con entrambe le squadre, per un totale di 9 presenze (501') nella competizione europea.

##### La sentenza Bosman
Fu al centro delle cronache per aver contestato, di fronte alla corte di giustizia delle Comunità Europee, il mancato trasferimento al Dunkerque, club militante in seconda divisione francese, da parte della Federazione calcistica belga nonostante il suo contratto con il RFC Liegi fosse scaduto da giugno 1990.
Il 15 dicembre 1995 la corte gli diede ragione e questa sentenza determinò una vera rivoluzione nella regolamentazione del trasferimento dei calciatori all'interno dell'Unione europea.
La corte sentenziò infatti che, in base al Trattato di Roma, un calciatore è assimilabile a un qualsiasi altro lavoratore e che, pertanto, ha diritto alla libera circolazione nei paesi europei alla fine del contratto che lo lega a una società di calcio.
Bosman così diventò famoso per questa contestazione tuttora conosciuta come sentenza Bosman.
Sul piano sportivo, saltato il trasferimento al Dunkerque nel 1990, Bosman fece brevi apparizioni nella Division 2, nel campionato di Riunione e nella serie minori belghe; dopo l'emanazione della sentenza non trovò più lavoro nel mondo del calcio.

#### Nazionale
Collezionò inoltre 24 presenze con le nazionali giovanili del Belgio, fino a diventare capitano della nazionale Under-21.

### Dopo il ritiro
Rimasto senza lavoro a Liegi (a suo dire causa l'ostracismo cui tutte le società di calcio belghe lo condannarono), cadde nella rete dell'alcolismo e venne per questo ricoverato in ospedale, da cui uscì disintossicato il 27 dicembre 2007. Affermava di essere povero e di riuscire a vivere solo grazie a un modesto sussidio statale.
Nel 2012 viene condannato dal Tribunale di Liegi a un anno di carcere per violenza domestica, a causa di un'aggressione compiuta ai danni della compagna e della figlia di lei. Evita la prigione grazie alla condizionale e torna in aula un anno più tardi per non avere rispettato le misure cautelari imposte dalla giustizia, venendo così obbligato a lavorare per i servizi sociali.
Nel 2015 viene sospesa l'erogazione del sussidio statale e Bosman fa affidamento sulle donazioni distribuite dalla FIFPro, con cui collabora saltuariamente.

## Palmarès

### Club
- Supercoppa del Belgio: 1

Standard Liegi: 1983
- Coppa del Belgio: 1

RFC Liegi: 1989-1990